# Cantó de Mülhausen-Sud
El cantó de Mulhouse-Sud (alsacià kanton Milhüüsa-Sid) és una divisió administrativa francesa situat al departament de l'Alt Rin i a la regió del Gran Est

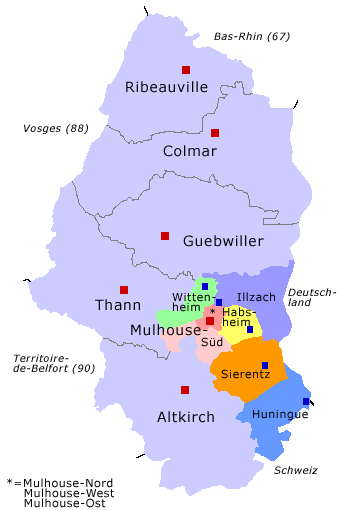
representació del cantó de Mulhouse-Sud al districte de Mülhausen i al departament de l'Alt Rin

## Composició
El cantó aplega 9 comunes :
| Nom alsacià           | Nom francès         | Nom alemany  |
| barri Sud de Milhüüsa | Mulhouse            | Mülhausen    |
| Bruebi                | Bruebach            | Brubach      |
| Brunscht              | Brunstatt           | Brunstatt    |
| Dìdene                | Didenheim           | Didenheim    |
| Flàxlànde             | Flaxlanden          | Flaxlanden   |
| Gàlfínge              | Galfingue           | Galfingen    |
| Hemschprung           | Heimsbrunn          | Heimsbrunn   |
| Needermorschwíller    | Morschwiller-le-Bas | Morschweiler |
| Zílse                 | Zillisheim          | Zillisheim   |

## Conseller general de l'Alt Rin
- 2001-2010: Francis Flury